# Шестопал Наталія Віталіївна
Наталія Віталіївна Шестопал (25 березня 1980) — українська плавчиня, Майстер спорту України міжнародного класу. 
Представляє Полтавський регіональний центр з фізичної культури і спорту інвалідів «Інваспорт». Користується інвалідним візком.
Бронзова призерка чемпіонату світу та Європи 2013-2014 років.